# Llengües eslaves orientals
Les llengües eslaves orientals són un grup d'idiomes (rus, belarús, rutè i ucraïnès) de les llengües eslaves parlats a Europa de l'Est i Àsia.
Aquests idiomes descendeixen de la llengua parlada a la Rus de Kíev medieval i s'escriuen usant l'alfabet ciríl·lic. Sumen uns 348 milions de parlants. Presenten declinació de casos (nominatiu, genitiu, datiu, acusatiu, instrumental i locatiu), tot i que progressivament presenten construccions amb preposició que substitueixen determinats casos.